# Olof Alsén
Olof Alsén, född 30 december 1894 i Kristianstad, Kristianstads län, död 22 juni 1982 i Kungsholms församling, Stockholm, var en svensk jurist och justitiekansler. Han var bror till John Alsén.

## Biografi
Alsén avlade kansliexamen och blev juris kandidat samtidigt som han hade tjänst vid Kammarkollegium och var efter avslutade studier assessor vid Hovrätten över Skåne och Blekinge. År 1939 utsågs han till hovrättsråd och hade då redan blivit byråchef för lagärendena vid socialdepartementet. Vid samma departement var han 1934−1937 expeditionschef. Han utnämndes därefter till justitiekansler, en post han innehade 1937−1961, den längsta ämbetsperioden sedan Justitiekanslern (JK) instiftades 1714.
Olof Alsén var son till kontorschefen Per Ahlsén och hans hustru Petra, född Jönsson. Han var gift med Hervor Lindström (1902–1982), dotter till överstelöjtnant Oscar Lindström. Makarna Alsén är begravna på Norra begravningsplatsen utanför Stockholm.